# シャクルトン＝ローウェット遠征

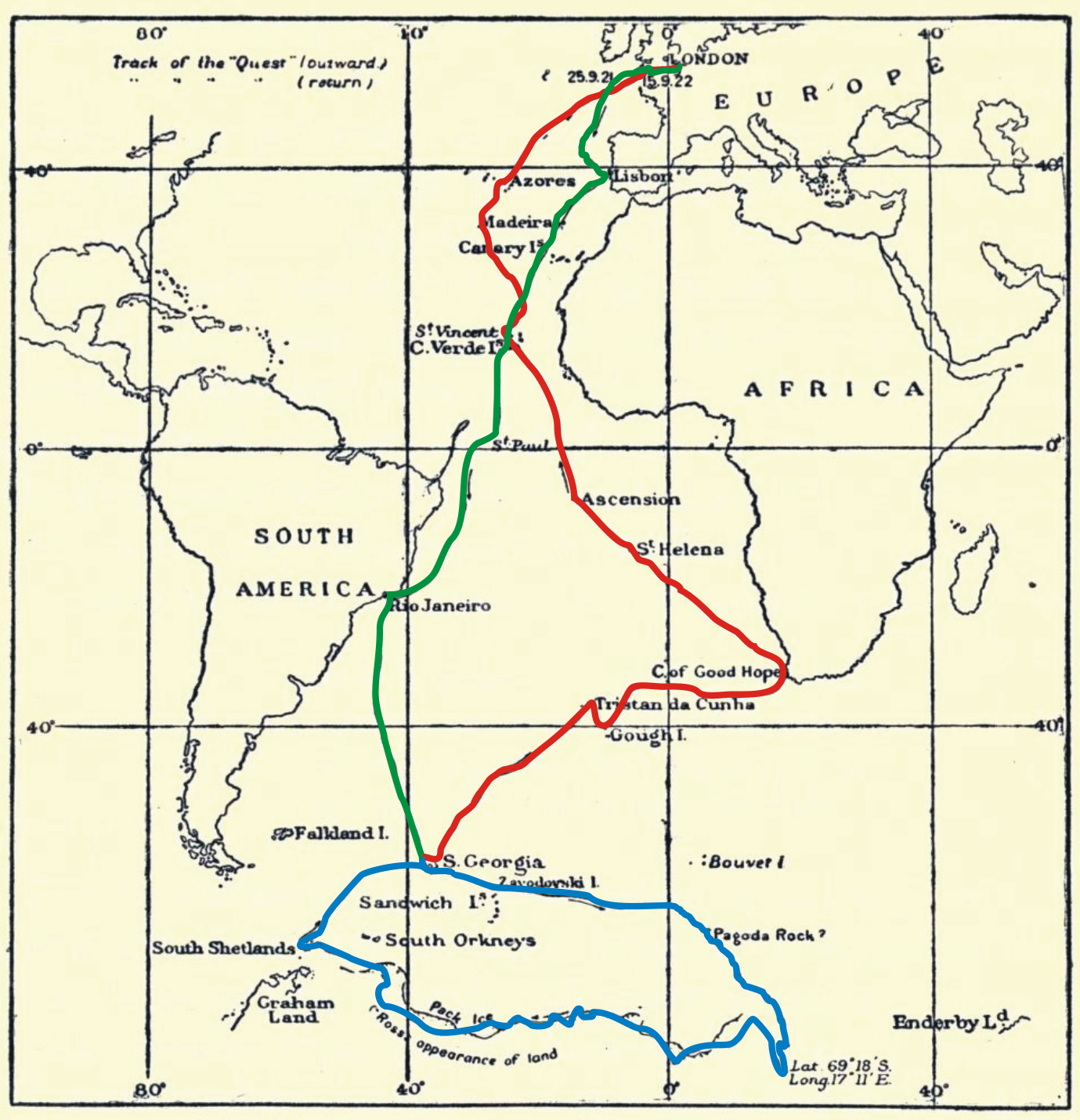
遠征船クエスト号の経路。往路（緑）、南極海（青）、復路（赤）

シャクルトン＝ローウェット遠征（シャクルトン＝ローウェットえんせい、英: Shackleton–Rowett Expedition）は、1921年から1922年に行われたアーネスト・シャクルトン最後の南極遠征。南極探検の英雄時代の終焉を象徴する遠征となった。事業資金は実業家のジョン・クイラー・ローウェットが提供した。ノルウェーのアザラシ漁船を改造したクエスト号を用いたことからクエスト遠征と呼ばれることもある。
シャクルトンの当初の計画では北極海のボーフォート海を探検することになっていたが、カナダ政府が財政援助を取り下げたため、目的地を変更して南極へ向かうことになった。クエスト号は当時の新型南極探検船と比べると小さく、探検の任務に適していなかった。航行性能が悪いうえに蒸気エンジンがたびたびトラブルに見舞われ、遅々として南へ進めなかった。まともに遠征の任務に着手できないまま、亜南極のサウスジョージア島に到着した直後、シャクルトンが船上で死んだ。
その後、遠征の規模を縮小し、副隊長のフランク・ワイルドが指揮をとり、3か月をかけて主に南極大陸の東部を巡航した。速度不足で燃費が悪く、荒れた海では激しく横揺れ起きて常に浸水があるなど、クエスト号の弱点が出発してからすぐに露呈した。東の目標としていた地点よりはるか手前の東経20度より先には進めず、クエスト号の低出力エンジンと強度不足の船首では密度の高い南極の流氷に分け入っていくことも難しかった。南に進もうと何度か試みたが果たせず、途中でエレファント島を訪れた後、ワイルドは船をサウスジョージアに戻した。エレファント島は、6年前のシャクルトンが指揮した帝国南極横断探検隊でエンデュアランス号が沈没した後、ワイルドと他21人が取り残された場所である。
ワイルドは、2年目も南極海で遠征を続けてもっと結果を出したいと考え、船を再改修するためケープタウンに寄港した。寄港中の1922年6月、ローウェットからイングランドに戻るよう指示するメッセージが届き、遠征の旅は静かに幕を閉じた。シャクルトン＝ローウェット遠征は極地圏探検の歴史の中で特に大きく注目されることはなく、遠征のさまざまな活動よりも、予想もされなかったシャクルトンの死によって、大衆の記憶に刻まれることになった。

## 背景

### エンデュアランス遠征後のシャクルトン
シャクルトン隊がエンデュアランス遠征を終えてイギリスに帰国したのは1917年の5月末、第一次世界大戦の最中であった。乗組員の多くは、帰国後ただちに従軍した。シャクルトン自身は年を取り過ぎていたものの、この戦争で現役として従軍する方法を模索した結果、北ロシアにおける軍事任務を遂行するために派遣される部隊に臨時少佐として加わり、ムルマンスクに向けて出発することになった。このときの役割について、シャクルトンは本国に宛てた手紙で「荒野で嵐に立ち向かうのでなければ、私は誰の役にも立たないらしい」と不満を述べている。1919年2月にイングランドに戻ると、北ロシア政府との協業で現地の天然資源を開発する会社の設立を計画し始めた。ところが、ロシア内戦で赤軍がその地域をロシアの一部として支配したため、計画は実行不能となった。シャクルトンは収入の道として巡回講演を行うしかなくなり、1919年から1920年にかけての冬は、1日2回、週6日の講演を5か月間続けた。

### カナダの提案

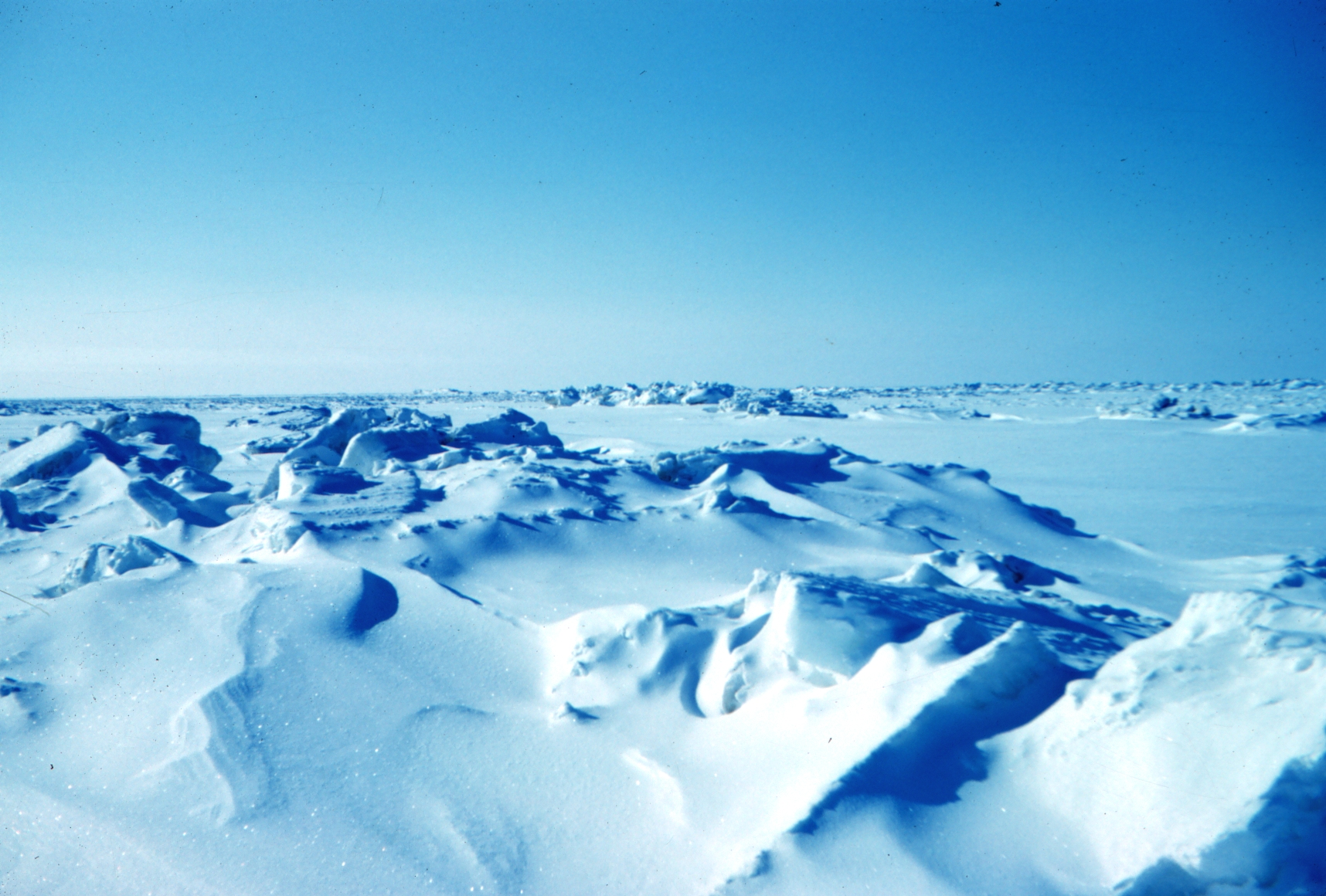
ボーフォート海の厚い叢氷

エンデュアランス遠征の莫大な借金がまだ残っていたにもかかわらず、シャクルトンは新たな探検事業を考え始めた。シャクルトンは南極から北に目を向け、「ボーフォート海と呼ばれている大きな空白地帯を埋める」ことにした。北極海のこの地域は、アラスカ州の北、カナダ北極多島海の西にあり、ほとんど探検されていなかった。シャクルトンは、潮汐の記録を根拠として、この海には未発見の陸地があり、「経済的な価値の可能性に加え、科学面で世界にとって最大級の関心を集めることになる」と信じていた。
また、シャクルトンは北極海の最も陸から遠い地点である北到達不能極に到達したいとも考えていた。1920年3月、その計画が王立地理学会で全体的な賛同を得て、カナダ政府の支持も取り付けた。これを受けて、シャクルトンは、5万ポンドと推算した必要資金の調達に取り掛かった。
同じ年の後になって、シャクルトンはかつての学友ジョン・クイラー・ローウェットと偶然出逢い、計画着手の元手となる現金を提供してもらえることになった。1921年1月、シャクルトンはこの資金をもとに、ノルウェーの木造捕鯨船フォカ I 号やその他装備を購入し、さらに乗組員の雇用に着手した。
しかし、1921年5月、カナダでアーサー・ミーエンが新首相に就任すると、カナダ政府は北極海遠征に関する方針を変更し、シャクルトンの遠征に対する支持も反故になった。シャクルトンは計画の修正を余儀なくされ、南極圏への航海に切り替えることにした。修正後の探検計画は、ボーフォート海探検の代わりに、南極海地域の沿岸地図の作成、鉱物資源の探索、海洋学研究など、さまざまな活動を行うこととした。

## 南極探検

### 目的

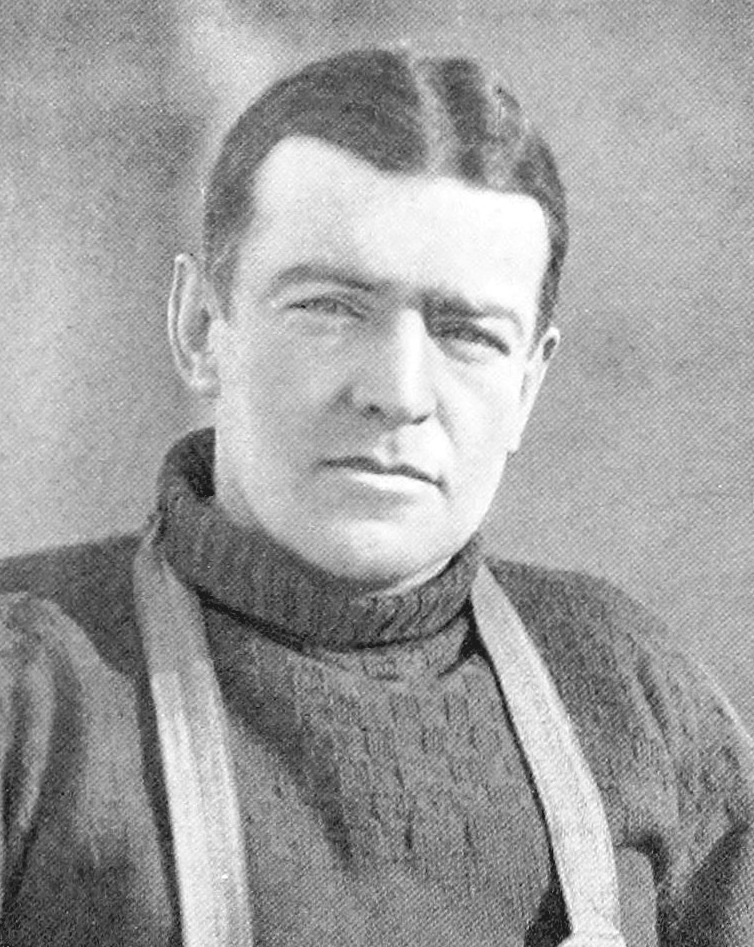
遠征隊長のアーネスト・シャクルトン

シャクルトンは、カナダ政府が遠征に対する支持を取り消す以前の段階で、ボーフォート海の代わりに南方で遠征を行う可能性を検討していた。王立地理学会司書のヒュー・ロバート・ミルによれば、1920年3月には、すでに2通りの案について言及していたという。すなわち、ボーフォート海探検と、「南極海と南太平洋のあまり知られていない島々すべてを訪れるのを目標として海洋学的遠征を行う」案があった。後者の案は、1921年6月には、南極大陸の周囲を航海し、約2,000マイル (3,200 km) に及ぶ未知の海岸線を地図化する任務を含む計画にまで拡大されていた。また、亜南極の「見つからない」島、あるいは誤って地図化されていたドゥアティ島、トゥアナキ諸島、ニムロド諸島などの調査も含まれており、これらの諸島が「再発見」された場合には、鉱物資源の調査や周辺の科学的探査を行う計画であった。さらにゴフ島を訪れ、「アフリカとアメリカを繋ぐ海底大陸」が存在する可能性を探る科学調査も含まれていた。シャクルトンの伝記作者マージェリー・フィッシャーはこの計画を「散漫」で「少人数が2年間で取り組むにはあまりにも広範」と評している。別の伝記作者ロランド・ハントフォードは、この遠征に明確な目標はなく、「（シャクルトンが）逃避行に出るための口実で、見るからに即席で作った計画」だとしている。

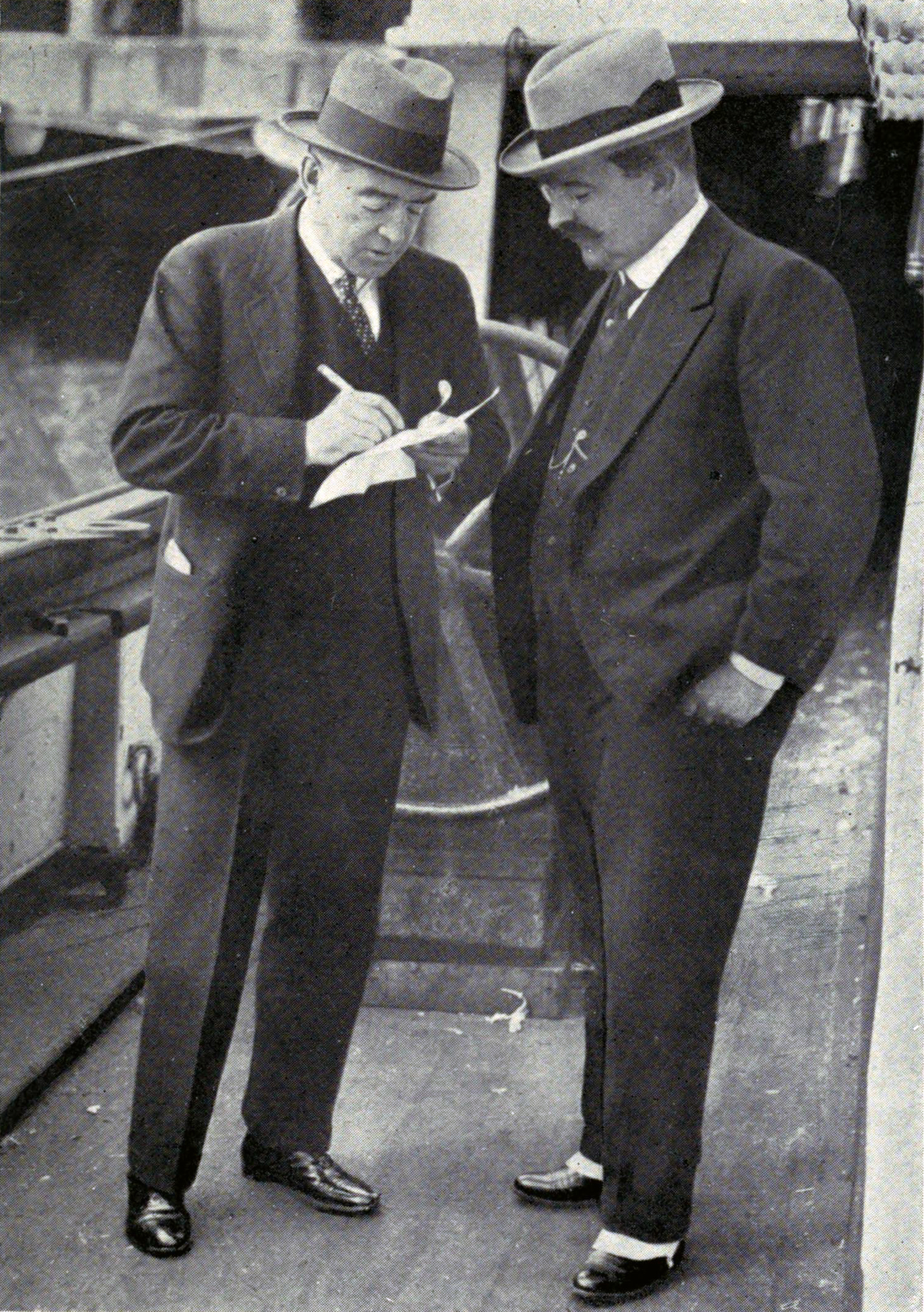
シャクルトンと会話を交わすスポンサーのジョン・クイラー・ローウェット（右）

フィッシャーは、シャクルトン＝ローウェット遠征が「『南極探検の英雄時代』と呼ばれるようになった時代と『機械化時代』の境目」を象徴する遠征だと述べている。遠征で使うつもりでいた飛行機（結局は使用されなかった）を引き合いに出し、シャクルトンはこの航海を「先駆者的」と称していた。実際、飛行機はこの遠征で「初めて使われる技術」としてはほんの一例で、他には電熱で暖められた見張り台や監視役用の暖房ツナギ、無線機、船の航跡を自動的に追跡して地図に描く「オドグラフ」と呼ばれた装置など、多彩な機材や装備があった。遠征の映像は大きな注目を集める手段として活躍することになっていて、「大型で高価な写真機や映写機、それに撮影関連の機材が幅広く調達された」。また、海洋研究装置の中にはルーカス社の深海探索機があった。
豊富な機材を用意できたのはローウェットの支援があったためで、当初彼は事業の元手になる資金を寄付しただけであったが、その後遠征全体の費用を提供するスポンサーとなった。ローウェットが提供した資金の額については記録が残っていないが、（日付の記されていない）南方遠征の目論見書にシャクルトンが記した総費用の額は、推定「約10万ポンド」であった。いずれにしろ、ローウェットが資金の大部分を供出し、この時代の南極遠征では異例のことだが、未返済の負債もなく帰国したと、後にフランク・ワイルドが記録に残している。ワイルドいわく、ローウェットの助けがなければ遠征は実現不可能であった。また、「経済的な見返りを得られる見込みがないことを知りつつ、科学研究への関心とシャクルトンとの友情のためだけに（資金提供を）していたわけだから、彼の寛大な態度はいっそう注目に値する」とも述べている。ローウェットが得た認知は、遠征名に自分の名前が入ることのみだった。ハントフォードによれば、ローウェットは「すんぐりした平凡な顔立ち」の実業家で、1920年にはアバディーンで動物栄養学の研究を行うローウェット研究所（現在はアバディーン大学の一部）の主たる出資者で共同設立者となり、またミドルセックス病院では歯科研究に資金を提供した。

### クエスト号

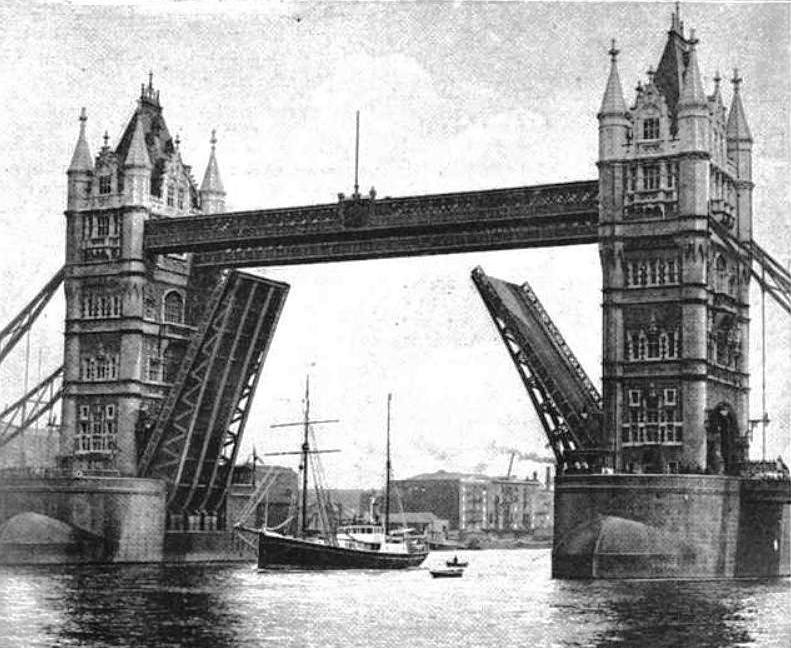
ロンドンのタワーブリッジ下を通過するクエスト号

1921年3月、シャクルトンは遠征船をクエスト号と改名した。船は125トンと小さく、帆と補助蒸気機関で速度8ノットの航行が可能と伝えられていたが、実際には5.5ノット以上が出るのも稀だった。「船首は垂直」で帆は扱いにくい横帆なため、荒海では横揺れする傾向があった。なお、フィッシャーは、船が1917年建造で204トン、大きく広い甲板があったとしている。キャビンには電燈など近代的な設備があったが、長い大洋航海には向いていなかった。シャクルトンは出港の初日に、「ほんの穏やかなしけでさえも無視できるほどの装備や作りになっていない」と述べた。フランク・ワイルドの伝記を著したリーフ・ミルズは、シャクルトンの当初の計画どおりボーフォート海に行っていたなら、北極海の密な流氷で潰されていたかもしれないと書いている。クエスト号はで南へ向けての航海中、何度も損傷を受けたり故障したりを繰り返し、寄港のたびに修繕を必要とした。

### 人員
ロンドンの新聞「タイムズ」は、シャクルトンが北極へ「主に以前の遠征に同行した者達」十数人を連れて行く考えだと報じた。実際のところ、クエスト号がロンドンを発ったときは20人が乗り組んでおり、そのうち8人はエンデュアランス号の仲間だった。もう一人、ジェイムズ・デルは20年前のディスカバリー号に搭乗したベテランだった。エンデュアランス号の仲間数人は、当時の遠征の給与を完全には受け取っていなかったにもかかわらず、個人的な忠誠心から喜んでシャクルトンに再度仕えた。

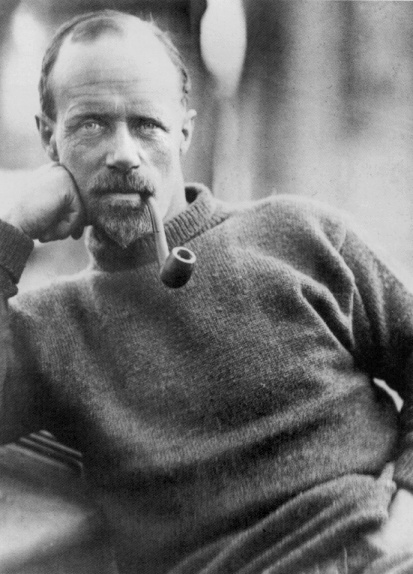
遠征副隊長のフランク・ワイルド

フランク・ワイルドは、シャクルトンと行く4度目の旅となり、エンデュアランス号の時と同様に副隊長になった。また、エンデュアランス号の船長だったフランク・ワースリーがクエスト号の船長になった。その他にも、以前からの仲間には、アレクサンダー・マクリンとジェイムズ・マキルロイの2人の船医、気象学者のレナード・ハッシー、機関士のアレクサンダー・カー、水夫のトム・マクロードとコックのチャールズ・グリーンがいた。シャクルトンはトム・クリーンも参加すると踏んで「ボート担当」を割り振っていたが、クリーンは海軍を退役してからアイルランドの故郷ケリー県で家族生活を営んでいたため、シャクルトンの誘いを辞退した。
新参者としては、ニュージーランド生まれのイギリス空軍パイロットのロデリック・カーが、遠征隊の飛行機を操縦するために雇われた。飛行機は、アブロ・ベイビー機に80馬力のエンジンを搭載して水上機に改造したものだった。カーは北ロシアでシャクルトンと出逢い、参加の直前までリトアニア空軍で参謀長として仕えていた。実際には、部品のいくつかが足りなかったために予定の飛行機は遠征中に使われず、カーは科学作業全般を手伝った。科学スタッフには、オーストラリアの生物学者で北極経験があったヒューバート・ウィルキンス、カナダの地質学者で当初はボーフォート海遠征のために契約していたビバート・ダグラスがいた。
最も大衆の注目を集めた応募者は、ボーイスカウトの隊員だったノーマン・ムーニーとジェイムズ・マーの2人だった。新聞「デイリー・メール」が打った広告を見て応募してきた1,700人のスカウトの中からこの2人が選出された。オークニー諸島出身のムーニーは、慢性的な船酔いに苦しみ、南極への航海途上で寄港したマデイラで船を降りた。マーはアバディーン出身の18歳であり、遠征全体に参加し、シャクルトンとワイルドから応募してきたことを称賛された。船の石炭庫任務に付けられたマーは、ワイルドによれば、「試練をうまく乗り越え、注目に値する度胸と忍耐強さを示した」という。

## 遠征

### 南極への航海

遠征隊の亜南極で最初の寄港地、サウスジョージア島。グリトビケン港が北岸にある

1921年9月17日、クエスト号は国王ジョージ5世の視察後、ロンドンのセントキャサリンズ・ドックを出港した。大群衆が川岸と橋の上に集まり、この行事を見守った。そのときの様子を、マーは日誌に「ロンドン中が申し合わせて我々に励ましの別れを告げにきた」ようだったと記している。
シャクルトンは当初、途中南大西洋の島々に寄りながらケープタウンまで南下する考えであった。ケープタウンからは南極のエンダービーランド海岸に向かい、海氷域に入ったら、ウェッデル海のコーツランドの方向に海岸線を探検することにしていた。夏の終わりにサウスジョージアを訪れてからケープタウンに帰り、2年目の作業に備えて修繕と用意を行う予定であった。ところが、船の性能が出ないため、航海の早い段階から日程が狂い始めた。エンジンに重大な問題が発生したためリスボンに1週間滞在しての作業が必要になり、続いてマデイラやカーボベルデ諸島でも停船した。こうした事情から、シャクルトンは南大西洋の諸島を訪問する予定のすべてを取りやめ、エンジンを徹底的にオーバーホールできるリオデジャネイロへ向かうことにした。クエスト号は1921年11月22日にリオに到着した。
リオでのエンジンのオーバーホールと損傷したトップマストの交換で、一行の日程は4週間遅れることになった。そのため、ケープタウンに立ち寄ってから南極海へ向かうのは現実的でなくなり、シャクルトンはサウスジョージアのグリトビケン港に直接向かう決断をした。ケープタウンに送られていた機材や物資を受け取れないことになるが、シャクルトンは、不足分をサウスジョージアで賄えることを期待した。サウスジョージアを出てからどこへ遠征に向かうか、シャクルトンははっきりと決めていなかった。マクリンは自身の日誌に「ボスがあけすけに言うには...この先どうすればいいか分からないらしい」と記した。

### シャクルトンの死
クエスト号がリオを離れる予定日の前日だった1921年12月17日、シャクルトンが具合を悪くした。これは心臓発作だった可能性がある。マクリンが呼ばれたが、シャクルトンは診察を拒み、翌朝には「良くなった」と言い張った。その後のサウスジョージアまでの航海では、乗組員の証言によると、異常に沈んだ様子で力ない感じであったという。航海中は飲酒を認めないという通常の規則に反し、「痛みを和らげるため」毎朝シャンペンを飲み始めた。
激しい嵐のためにクリスマスを祝う予定が台無しになり、蒸気エンジンの炉に新たな問題が発生して進行が遅れ、シャクルトンはさらにストレスをためた。1922年1月1日には天候が落ち着き、「嵐の後の休息と静けさ、我々にとって快適な一年の始まりだ」とシャクルトンは日記に記した。

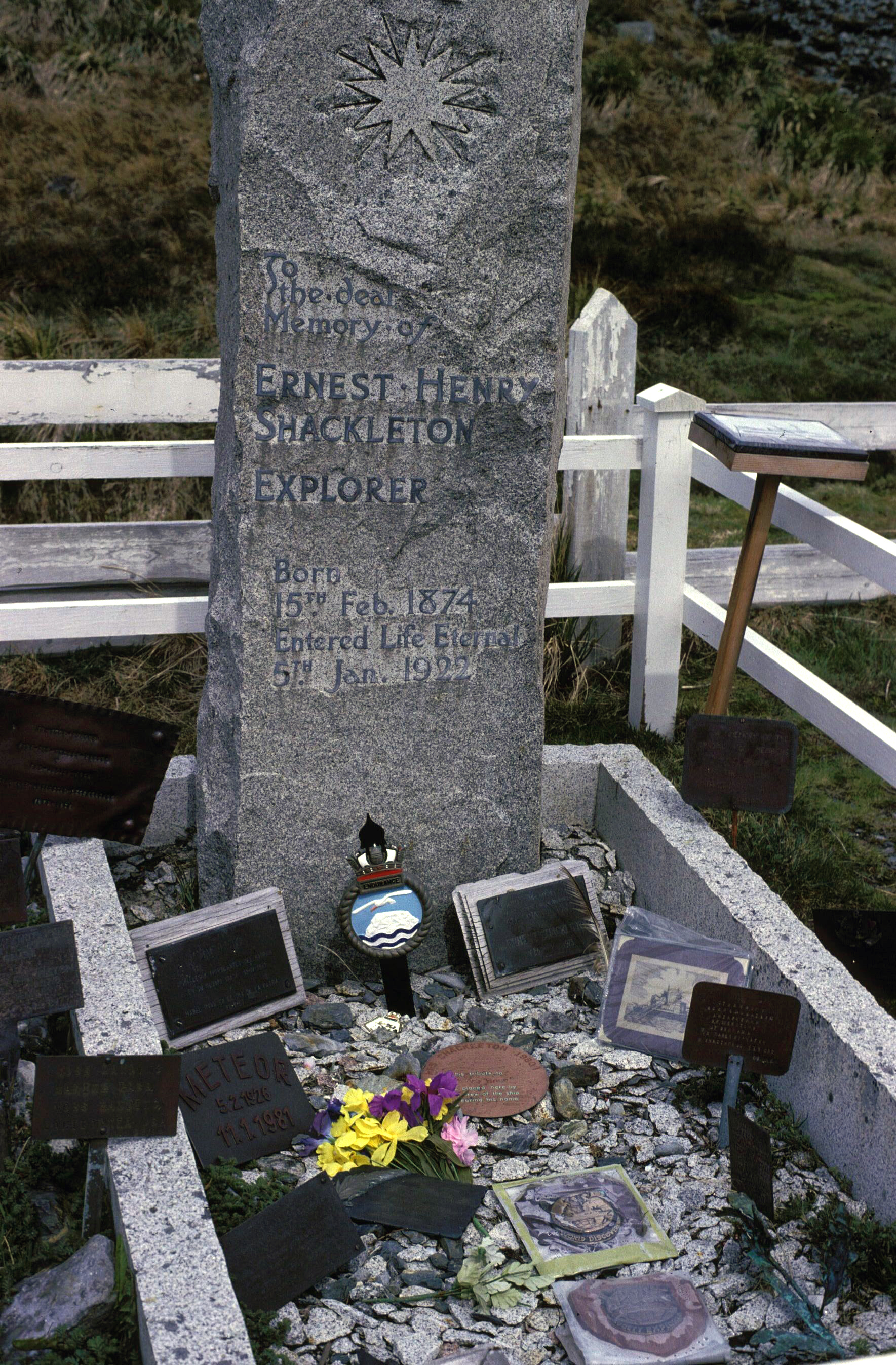
グリトビケンにあるアーネスト・シャクルトンの墓

1月4日、サウスジョージアが視界に入り、その朝遅くにクエスト号はグリトビケン港に停泊した。シャクルトンは沿岸の捕鯨用施設を訪れた後、気分がさわやかになって船に戻った様子であった。フランク・ワイルドに、先送りになっていたクリスマスを明日祝おうと告げ、日記を書くために船室に入った。「死んだ鯨の古い臭いがあらゆる物に染み込んでいる」と記し、「ここは奇妙で興味を惹かれる場所である。...すばらしい夜だ。暗くなっていく薄暮の中で、1つの星が浮かんでいるのを見た。湾の上の宝石のようだった」と続けた。その後シャクルトンは眠りに落ち、船医のマキルロイがちょうど交代張り番を終えた頃にいびきを聞いた。
1月5日午前2時を回った頃、張り番を引き継いだマクリンがシャクルトンの船室に呼ばれた。マクリンの日記によれば、シャクルトンが背中の痛みと激しい顔面神経痛を訴え、痛み止め薬を求めた。簡潔な会話を交わしつつ、マクリンはシャクルトンに対し、何かと無理をしすぎだから、もっと普通の生活を送る必要があると告げた、マクリンの記録によればシャクルトンは次のように言ったという。「君はいつも私に何かをやめさせたがるが、何をやめろと言うんだ?」。マクリンは、「主にアルコールだ、ボス、アルコールはあなたに良いとは思えない」と答えた。その直後、シャクルトンは「大変激しい発作を起こしてそのまま死んだ」。47歳だった。
マクリンが署名した死亡診断書には、死因が「冠状動脈の硬化と心臓麻痺」と記された。現代でいう冠状動脈血栓である。その朝のうちに、シャクルトンに代わって指揮を執ることになったワイルドが乗組員に訃報を伝え、衝撃を受ける皆に遠征の続行を告げた。遺体は陸上に移され、イングランドに戻すために防腐処理が施された。1月19日、レナード・ハッシーが遺体に付き添ってモンテビデオに向かう蒸気船に乗った。モンテビデオに着くと、夫人のエミリー・シャクルトンから、遺体をサウスジョージアで埋葬するよう依頼する伝言が届いていた。
ハッシーは遺体を伴ってグリトビケン港に戻った。3月5日、シャクルトンはグリトビケン教会の墓地に埋葬された。その間もクエスト号は航海を続けていたので、シャクルトンの仲間で埋葬に立ち会ったのはハッシーだけであった。粗い作りの十字架が墓に立てられ、6年後には背の高い花崗岩の墓石が代わって置かれた。

### 南極海の氷への航海
隊長となったワイルドは、まず遠征でどこに向かうかを決めなければならなかった。カーの報告によれば、長らく続いているボイラーの炉の問題は何とか対処できるとのことだった。そこで、物資や機材を補充してから、おおむねシャクルトンの当初の計画にそって進めることにした。まずは東のブーベ島とその先に向かい、そこから南に転じて海氷の中を進み、できるだけエンダービーランドに近づいて海岸線の調査を行う。さらに、1842年にジェイムズ・クラーク・ロスがウェッデル海に入ったところで発見を報告して以来見つかっていない「島の形跡」を探す。最終的にどの程度進められるかは、天候と氷の状態、それに船の性能次第であった。

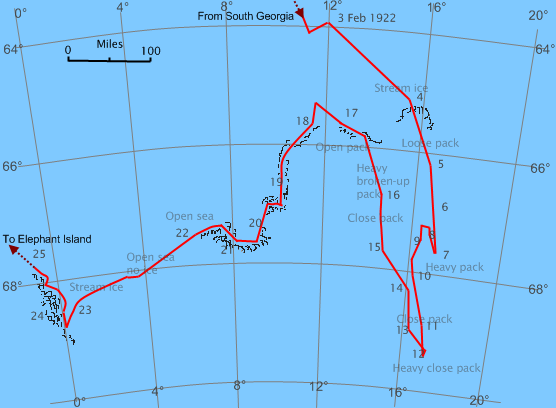
クエスト号の航跡、1922年2月3日-24日、南極海岸に向けて叢氷を突破しようとした様子がわかる

クエスト号はサウスジョージアを1月18日に出発し、南東のサウスサンドイッチ諸島に向かった。あるとき波が大きくうねり、積荷の多かった船はしばしばガンネル（舷縁）まで水に浸かり、中央甲板に水が溜まった。前へ進みながらもワイルドは、クエスト号が丸太のように揺れ、浸水し、常に排水作業が必要で石炭の消費量が大きく、遅いと記している。これらをすべて考慮した結果、ワイルドは1月末に計画の変更を決定した。ブーベ島へ向かうのは諦め、南寄りのコースをとり、2月4日には密な流氷の縁に達した。
浮氷がまだそれほど密でない海域に船が入ったあたりで「さあこの小さなクエスト号の根性を本当に試すときがやってきた」とワイルドは記している。クエスト号は南極の密な氷域の航行に挑んだ船の中ではもっとも小型であり、他の船の末路を思い合わせ「我々は逃げ出すべきか、あるいはクエスト号もデイヴィ・ジョーンズの監獄に囚われた船に加わることになるのか?」とも書き留めた。その後数日間は、気温が下がり続け、氷が厚くなる中を南に進んだ。2月12日、南緯69度17分・東経17度9分に達し、これがこの遠征で到達した最南端、そして最東端となった。そこは、まだエンダービーランドからほど遠い場所であった。海氷の状態から船が氷に閉じ込められることを恐れ、ワイルドは西北方向への後退を決めた。
ワイルドはそれでも厚い氷に挑み、可能ならばその向こうに隠れた陸地を発見したかった。2月18日、船を再度南に向けたが、結果は以前と変わらなかった。2月24日、その後も何度かの試行と失敗を繰り返した後、ワイルドはウェッデル海の入り口を横切って西のエレファント島に向かった。6年前、シャクルトンの帝国南極横断探検隊でワイルド他21人が一時取り残された場所である。そして、冬が来ないうちにと、サウスジョージアへ後退した。

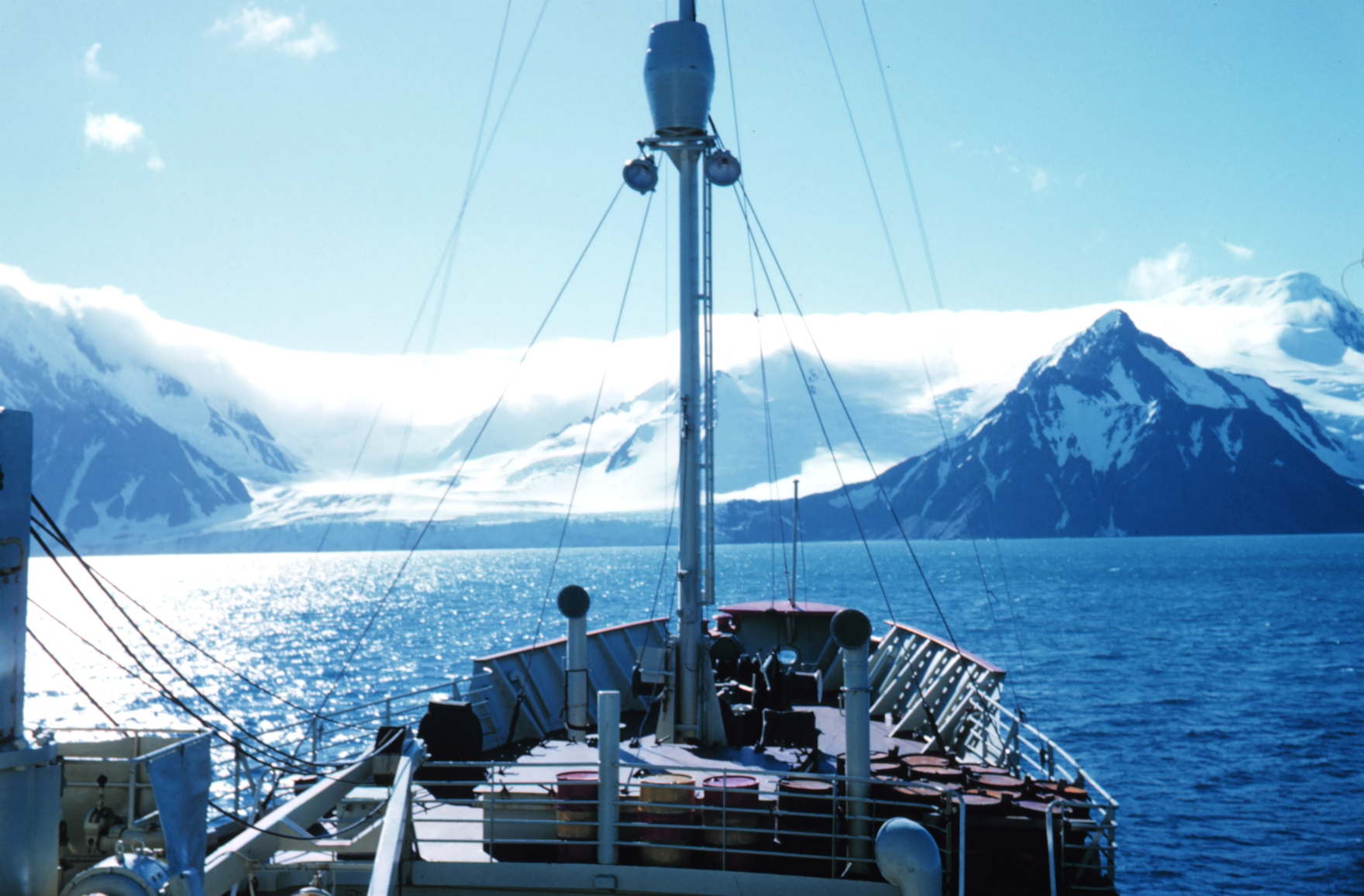
エレファント島、1962年撮影

ウェッデル海を横切る行程の大部分は何事もなく進んだ。航海の目的が見えないことに対する失望からか、次第に乗組員の間で不安が広がり始めた。特にワースリーはワイルドの指導力に批判的であった。一方、ワイルドは、このような不満に対しては「これ以上ないくらいひどい目に遭うぞ」と脅して対処したと、自身の記録に残している。3月12日、1842年にロスが島影を見たと記録した南緯64度11分、西経46度4分に達したが、そこに島とおぼしきものはなく、水深が2,300ファソム(13,800 フィート、 4,200 m) 以上あって、近くに陸地がある可能性はないことを示していた。3月15日から21日、クエスト号は氷に閉じ込められ、石炭不足が大きな問題になり始めた。ワイルドは、燃料不足をエレファント島のゾウアザラシの脂肪で補えるだろうと期待した。
3月25日、エレファント島が視界に入った。ワイルドは、できることなら以前にエンデュランス遠征でキャンプ地としケープ・ワイルドを再訪したいと考えたが、悪天候に妨げられた。乗組員は双眼鏡を使ってキャンプを眺め、かつての目印を見つけた後に、西側の海岸に上陸してゾウアザラシを捕まえた。石炭に混ぜるのに十分な脂肪を得られたので、帰りは追い風にも助けられ、4月6日にはサウスジョージアに着いた。

### 帰還

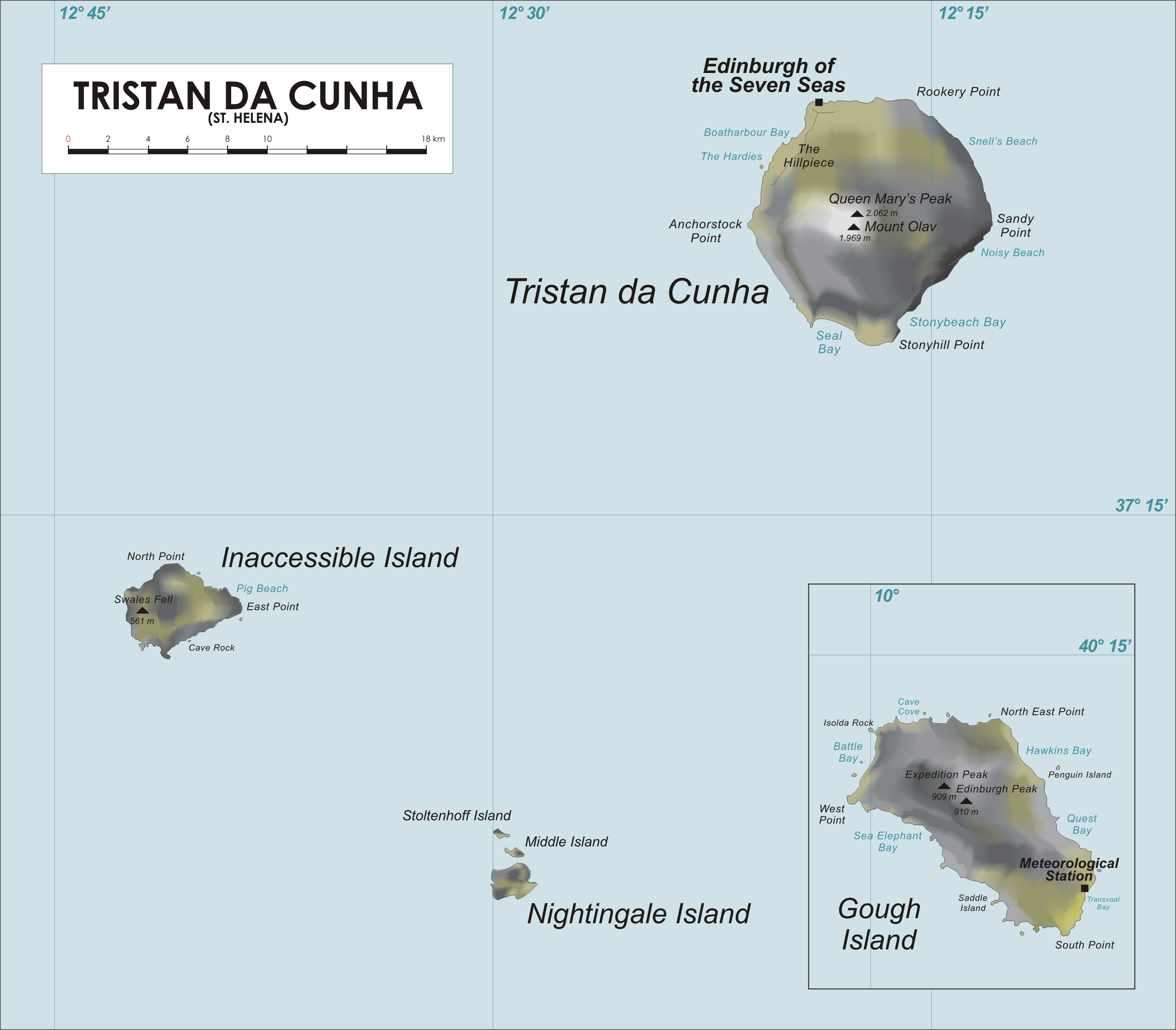
南極海のトリスタンダクーニャ、イナクセシブル島、ゴフ島

クエスト号はサウスジョージアに1か月滞在し、その間、シャクルトンの古い仲間がグリトビケン港の入り口を見下ろす岬の上に、かつての隊長のために記念のケアンを建てた。5月8日、クエスト号はケープタウンに向けて出港した。ワイルドは、2年目の南極海遠征でもっと結果を出そうと、そこで船の再改修を行いたいと考えた。最初の訪問港は、ケープタウンから離れた南西にある有人の島トリスタンダクーニャだった。吠える40度の荒い海域を通過した後、クエスト号は5月20日にトリスタンダクーニャに到着した。ここで、チーフ・スカウトの命令で、マーが地元スカウトに旗を進呈することになった。
トリスタンダクーニャに滞在した5日間の間に、島人の助けもあり、遠征隊はトリスタンの南西20マイル (32 km) にある小島のイナクセシブル島に短時間上陸した。より小さなナイチンゲール島にも上陸し、標本を採集した。トリスタンに滞在したワイルドの印象は必ずしもすべてがいいものではなかった。非常にみすぼらしく貧しい点に触れつつ、住人については「彼らは無知で、外界からまったくと言っていいほど遮断されていて、酷く視野が狭い」と記している。
スカウトのパレードと旗の贈呈が行われた後、クエスト号は200マイル (320 km) 東のゴフ島へ向かった。そこでは遠征隊員が地質と植物の標本を採集した。ケープタウンには6月18日に到着し、熱狂的な大衆に迎えられた。南アフリカの首相ヤン・スマッツが公式レセプションを主催し、地元組織のディナーやランチにも招待された。
ケープタウンではローウェットの代理人とも会い、イングランドに戻れという伝言を受け取った。ワイルドは「エンダービー四分円でもう1年過ごしたかった。...ケープタウンを起点にしてシーズン早くに出発すれば、多くを達成できたろう」と記した。7月19日、遠征隊はケープタウンを発って北に向かった。最後の訪問地は、セントヘレナ、アセンション島、サン・ヴィセンテ島だった。クエスト号は、出発からほぼ1年後の9月16日、プリマス港に戻った。

## 遠征の後

### 評価

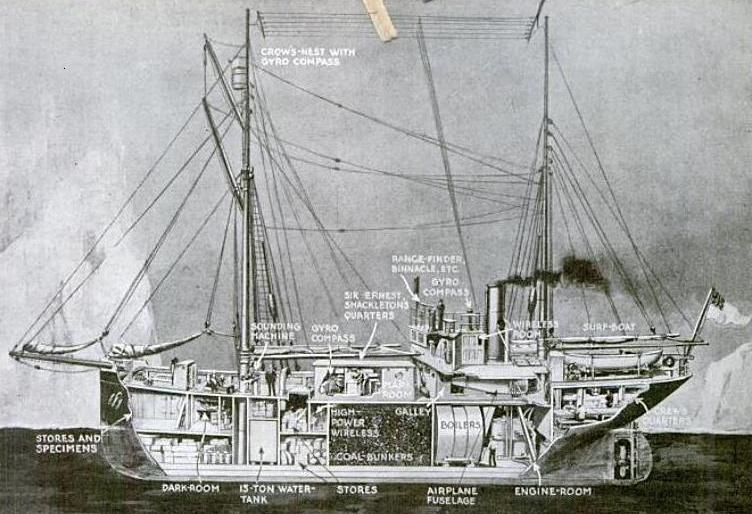
クエスト号の断面図、雑誌「ポピュラーサイエンス」1921年12月号より

ワイルドによれば、遠征は「静かに」幕を閉じたという。ワイルドの伝記を手がけたリーフ・ミルズは、プリマス入江で熱狂的な群衆に迎えられたことを記している。ワイルドは、自身の遠征記の最後に、彼らが持ち帰った情報が「依然として我々を取り巻く大きな自然問題を解決するのに役立つ価値のある」ものになることを期待していると述べている。
これらの結果は、ワイルドの本に5項目からなる付録としてまとめられている。内容は、各訪問先でデータや標本を集めて行った科学スタッフの仕事や、南極に行く前にカートやダグラスがサウスジョージアで実行した地質学調査に基づいている。最終的にこれら資料をもとにいくつかの科学論文や記事が作成されたが、リーフ・ミルズの言葉を借りると「1年間の仕事としてはあまりに少ない」成果であった。
元々明確に定義された目的がなかったうえに、南に向かう途中でケープタウンに寄れず、その結果重要な機材を積み込めなかったことが、さらに追い打ちとなった。サウスジョージアでは、ワイルドがこの不足分を埋め合わせる手立てをほとんど見出せなかった。ワイルドは遠征の代替目的として南極半島のグレアムランド探検を一番に考えていたが、島には犬がおらず、そりによる旅は不可能となった。
本格的な仕事に取り掛かる前にシャクルトンが死んだのは大きな打撃で、ワイルドがその代役を務めることの妥当性については疑問があった。いくつかの記録には、ワイルドが大酒飲みであったらしいことが示されている。シャクルトンの伝記作者ロランド・ハントフォードによれば、ワイルドは「実質的にアルコール中毒」だった。しかしミルは、シャクルトンがこの遠征全体を通して生きていたとしても、当時の状況下では、ワイルドの指揮のもとに成し遂げた以上のことができたかは疑問だと示唆している。
飛行機を飛ばせなかったのは、失望を招いた。シャクルトンは、南極海における輸送で航空機の利用を開拓する先駆者になるという希望があった。この件についてはイギリスの航空省と議論してもいた。フィッシャーの証言によると、飛行機の主要部品はケープタウンに送られていたが、それらは引き取られていなかった。長距離に対応した220ボルト無線機は正常に動作せず、初期段階で利用を諦めた。110ボルトの小型無線機は通信範囲が250マイル (400 km) に限られた。トリスタンを訪れたときに、ワイルドは地元の伝道使節の力を借りて新しい無線通信機を設置しようとしたが、これもうまく行かなかった。

### 英雄時代の終焉
クエスト号の帰還後、7年ほど南極地域に目立った遠征は派遣されず、しばしの空白期間が訪れた。その後の遠征は、航空機や雪上車などの機械化された輸送機器のほか、撮影や通信にも最新の技術が導入され、「英雄時代」とは性格の異なる探検の新時代が到来した。
ワイルドは、クエスト号による遠征記の末尾で、「私の南極での仕事は終わった」と締めくくっている。その後南極に戻ることはなく、シャクルトン同様、英雄時代を象徴する経歴を閉じた。1923年、ワイルドは南アフリカ連邦に移住し、いくつかの事業に失敗して、体調不良に悩まされながら次々と低賃金の職についた。1939年3月、英国当局から年間170ポンドの年金が支給されることが決まると、ワイルドは「不平を言いたくはないが、この貧しい老いぼれの英雄と妻が余生を過ごすのに十分なくらいの額にしてくれてもよかったのではないか」と述べた。ワイルドは、1939年8月19日、66歳で死んだ。死因は肺炎ならびに糖尿病と記録されている。
エンデュアランス号に乗務した他の熟練隊員達も南極には戻っていないが、ワースリーだけは、1925年に1度北極に行った。クエスト号の乗組員やスタッフの中では、オーストラリアの博物学者ヒューバート・ウィルキンスが、1928年にアラスカのポイント・バローからスピッツベルゲン島まで飛行して北極横断を実現し、同11月にはデセプション島と南極の間の往復飛行にも成功して、北極と南極の両方で航空探索のパイオニアとなった。ウィルキンスは、1931年には、アメリカの冒険家リンカーン・エルズワースと協力して潜水艦による北極海の横断にも挑んだが、成功には至らなかった。
ボーイスカウトだったジェイムズ・マーは海洋生物学者として身を立ててから南極の常連となり、1920年代後半から1930年代にオーストラリアの遠征に何度か参加した。パイロットのロデリック・カーは、1945年にイギリス空軍の中将、さらに連合国遠征軍最高司令部（SHAEF）の空軍参謀副長となった。